# Quercus vestita
Quercus vestita är en bokväxtart som beskrevs av William Griffiths. Quercus vestita ingår i släktet ekar, och familjen bokväxter.
Artens utbredningsområde är Assam (Indien). Inga underarter finns listade i Catalogue of Life.